# إزالة التمعدن (فسيولوجيا)
إزالة التمعدن أو زوال التمعدن (بالإنجليزية: Demineralization)‏ هي العملية المعاكسة لعملية التمعدن، وهي عملية تهدف إلى تقليل محتويات المواد المعدنية في الأنسجة أو الكائنات الحية، مثل تنقية العظام من المعادن وتنقية الأسنان من المعادن. ويمكن أن تؤدي عملية إزالة التمعدن إلى أمراض خطيرة مثل هشاشة العظام أو تسوس الأسنان.

وفي الغالب، يشتمل العلاج على تناول المكملات الغذائية المناسبة للمساعدة على إعادة مستويات التمعدن في الأنسجة البشرية والارتفاع بالحالة الفسيولوجية الخاصة بها مرة أخرى.